# رمپلین
رمپلین (به آلمانی: Remplin) یک منطقهٔ مسکونی در آلمان است که در مالشین واقع شده‌است. رمپلین ۸۳۰ نفر جمعیت دارد.